# Lone Pine (California)

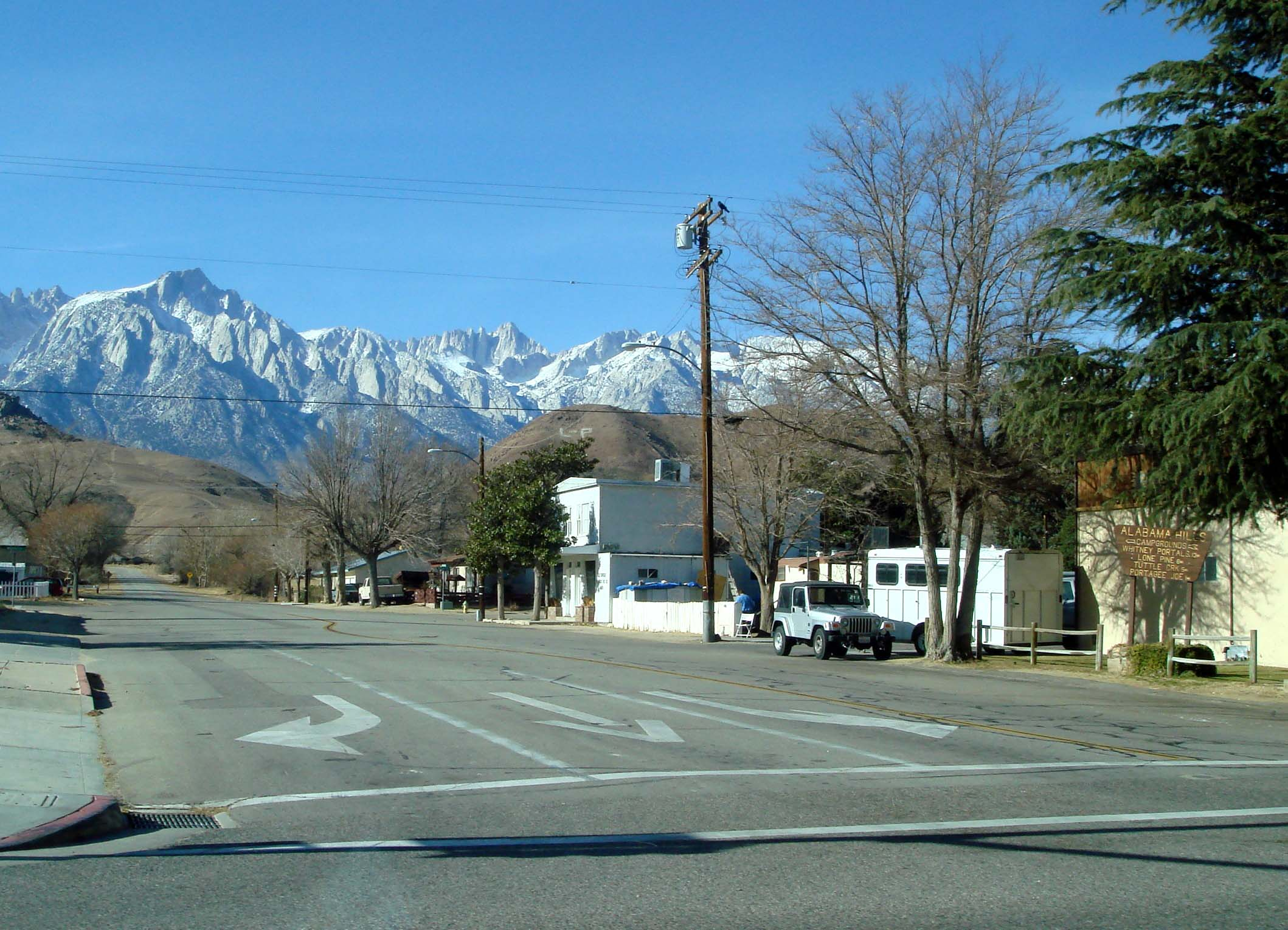
Cima del Monte Whitney en el fondo

Lone Pine, ubicado en el Valle Owens, es un lugar designado por el censo del condado de Inyo en el estado estadounidense de California. En el año 2000, la ciudad tenía una población de 1,655 habitantes y una densidad poblacional de 34.1 personas por km². Lone Pine se encuentra ubicada a 26 km al sursureste de Independence. El Sitio Histórico Nacional Manzar se encuentra cerca de Lone Pine.

## Geografía
Según la Oficina del Censo, la ciudad tiene un área total de 48,5 km² (18,7 mi²), de la cual 48,5 km² (18,7 mi²) es tierra y 0,3 km² (0,1 mi²) (0.0%) es agua.

## Demografía
Los ingresos medios por hogar en la localidad eran de $29,079, y los ingresos medios por familia eran $35,800. Los hombres tenían unos ingresos medios de $30,813 frente a los $22,778 para las mujeres. La renta per cápita para el condado era de $16,262. Alrededor del 20.6% de la población estaban por debajo del umbral de pobreza.